# Não Resisto a Nós Dois
"Não Resisto a Nós Dois" é uma canção gravada pela cantora brasileira Wanessa Camargo, incluída em seu quarto álbum de estúdio W (2005), e lançada como segundo single do álbum em 10 de fevereiro de 2006 pela Sony Music. A música fez parte da trilha da novela Bang Bang, como trilha do casal principal. A canção também foi inclusa em seu segundo álbum ao vivo, DNA Tour, lançado em 2013.

## Vídeo musical
O clipe da música foi gravada em um castelo fictício, onde Wanessa faz personagem de uma garota que está "atormentada pelo amor", mesmo querendo não consegue parar de pensar na pessoa que ama nem por um minuto. Logo no começo as cenas é interligada à ela e uma cobra amarela.

## Histórico de lançamento
| País   | Data                    | Formato(s) | Gravadora  |
| ------ | ----------------------- | ---------- | ---------- |
| Brasil | 10 de fevereiro de 2006 | Airplay    | Sony Music |